# Канім-Лейк 1
Канім-Лейк 1 (англ. Canim Lake 1) — індіанська резервація в Канаді, у провінції Британська Колумбія, у межах регіонального округу Карібу.

## Населення
За даними перепису 2016 року, індіанська резервація нараховувала 228 осіб, показавши зростання на 1,8%, порівняно з 2011-м роком. Середня густина населення становила 13,2 осіб/км².
З офіційних мов обидвома одночасно володіли 5 жителів, тільки англійською — 225. Усього 15 осіб вважали рідною мовою не одну з офіційних, з них усі — одну з корінних мов.
Працездатне населення становило 61,1% усього населення, рівень безробіття — 22,7%.

## Клімат
Середня річна температура становить 4,5°C, середня максимальна – 19,8°C, а середня мінімальна – -14,5°C. Середня річна кількість опадів – 552 мм.
| Клімат поселення                              | Клімат поселення | Клімат поселення | Клімат поселення | Клімат поселення | Клімат поселення | Клімат поселення | Клімат поселення | Клімат поселення | Клімат поселення | Клімат поселення | Клімат поселення | Клімат поселення | Клімат поселення |
| Показник                                      | Січ.             | Лют.             | Бер.             | Квіт.            | Трав.            | Черв.            | Лип.             | Серп.            | Вер.             | Жовт.            | Лист.            | Груд.            |                  |
| Середній максимум, °C                         | −1,06            | 2,73             | 6,97             | 11,82            | 16,28            | 19,82            | 19,60            | 19,34            | 14,63            | 9,00             | 2,21             | −2,74            |                  |
| Середня температура, °C                       | −7,81            | −3,99            | 0,25             | 5,09             | 9,53             | 13,10            | 15,60            | 15,33            | 10,62            | 4,98             | −1,8             | −6,75            |                  |
| Середній мінімум, °C                          | −14,54           | −10,74           | −6,5             | −1,64            | 2,80             | 6,36             | 11,58            | 11,32            | 6,62             | 0,97             | −5,82            | −10,75           |                  |
| Норма опадів, мм                              | 46               | 21               | 24               | 29               | 53               | 73               | 66               | 53               | 38               | 45               | 53               | 51               |                  |
| Середньомісячна швидкість вітру, м/с          | 2.13             | 2.20             | 2.46             | 2.65             | 2.46             | 2.27             | 2.12             | 1.96             | 1.96             | 2.25             | 2.36             | 2.27             |                  |
| Середньомісячна сонячна радіація, кДж/м²·день | 3069             | 6145             | 10837            | 15893            | 19351            | 21085            | 21700            | 18394            | 12723            | 7058             | 3391             | 2359             |                  |
| --------------------------------------------- | ---------------- | ---------------- | ---------------- | ---------------- | ---------------- | ---------------- | ---------------- | ---------------- | ---------------- | ---------------- | ---------------- | ---------------- | ---------------- |
| Джерело:                                      |                  |                  |                  |                  |                  |                  |                  |                  |                  |                  |                  |                  |                  |